# Turdus chrysolaus
Turdus chrysolaus е вид птица от семейство Turdidae.

## Разпространение
Видът е разпространен в Китай, Русия, Северна Корея, Филипините, Южна Корея и Япония.